# Johnny De Droit
Johnny De Droit (* 4. Dezember 1892; † Februar 1986) war ein US-amerikanischer Kornettist und Bandleader des New Orleans Jazz.
Johnny De Droit war ein populärer Kornettist, der im New Orleans der 1920er Jahre in Hotels, Restaurants und auf Partys spielte. Johnny De Droit & his New Orleans Orchestra, in dem zeitweise auch der Klarinettist Tony Parenti spielte, war die erste Jazzband, die für die oberen Schichten in New Orleans spielte. Er nahm mit seinem Orchester ab März 1924 (Brown Eyes) für Okeh eine Reihe von Schallplatten auf. Regelmäßige Mitglieder seiner Band waren sein Bruder, der Schlagzeuger Paul De Droit, der Pianist Frank Froeba bzw. Frank Cuny, der Altsaxophonist Rudy Levy, der Banjospieler George Potter, der Klarinettist Henry Raymond und die Posaunisten Ellis Stratakos und Russ Papalia.
De Droit war zusammen mit Kornettisten wie Johnny Dunn, Johnny Bayersdorffer und „Sugar Johnny“ Smith ein Kornettist der älteren New Orleans Schule vor Louis Armstrong, der in seinem Dämpfer-Spiel vor allem von Joe Oliver beeinflusst war. Seine erhaltenen Aufnahmen sind – ebenso wie die der anderen genannten Musiker – gute Beispiele für den Übergang von Ragtime und populärer Tanzmusik zum Jazz: Manche Aufnahmen beginnen als konventionell gespielte „Gassenhauer“ und gehen dann in einem Solo eines Instrumentalisten oder im letzten Chorus der Band zum Jazz-Idiom über.
Nach 1925 arbeitete De Droit außerhalb der Musikszene.

## Diskographische Hinweise
- Johnny De Droit and the New Orleans Jazz Orchestra/The Arcadian Serenaders (Retrieval, 1924/25)